# 卢森堡博物馆

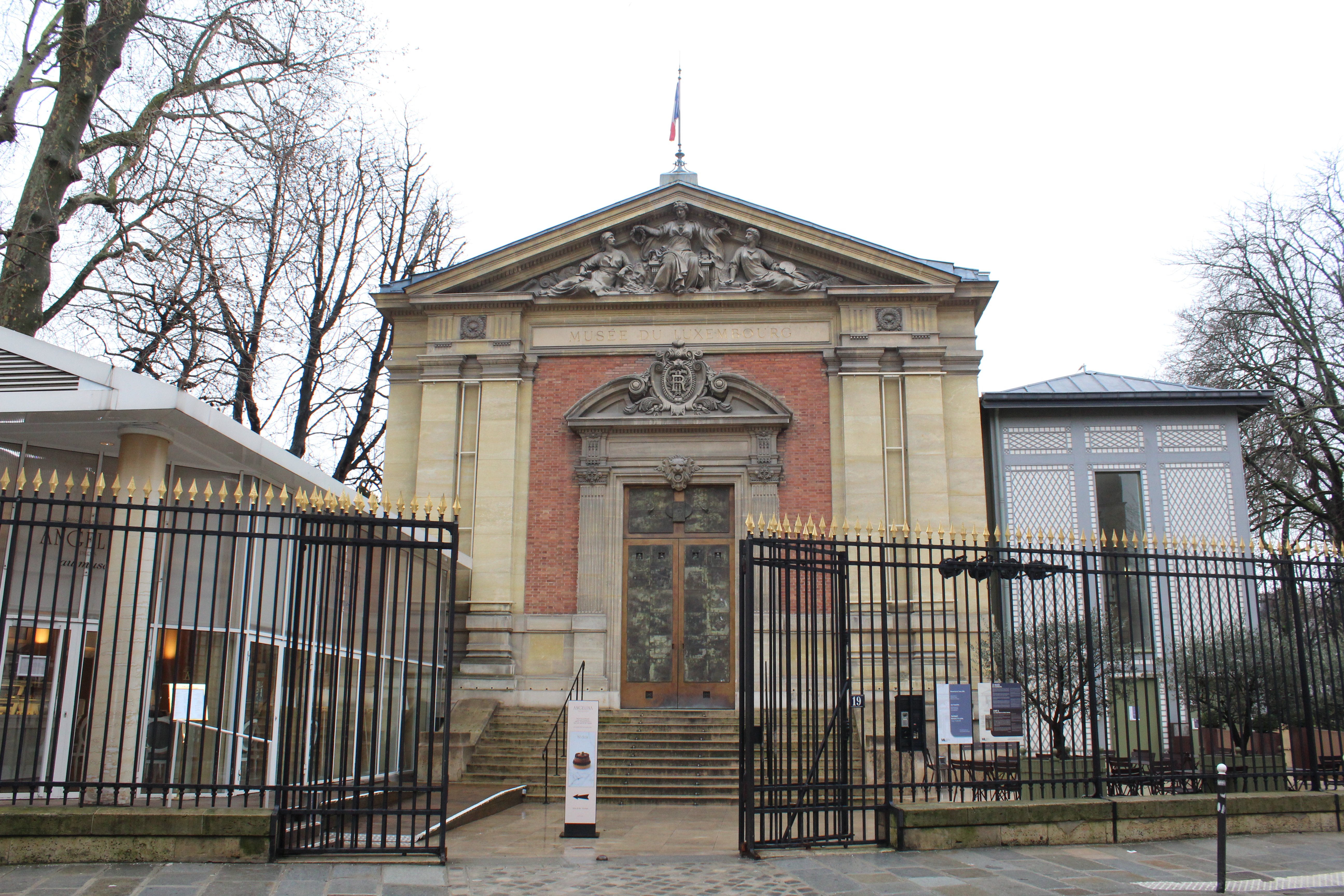
卢森堡博物馆的正门

卢森堡博物馆（法語：Musée du Luxembourg）位于法国巴黎第六区拉丁区卢森堡宫附近，曾经拥有许多19世纪的绘画和雕塑。然而，许多作品在1986年搬迁到刚落成的奥赛博物馆。现时，该馆根据法国参议院和法国文化及通信部的计划成为了定期展览的举办场所。